# Lekhani (Baglung)
Pour les articles homonymes, voir Lekhani.
Lekhani (en népalais : लेखानी) est un comité de développement villageois du Népal situé dans le district de Baglung. Au recensement de 2011, il comptait 2 474 habitants.